# 李高 (高麗)
李 高（イ・ゴ、り・こう ? - 1171年）は、高麗王朝の武臣政権における初代執政者である。

## 生涯
高麗王朝は、文臣を重視し、武臣を軽視する重文軽武政策をとってきた。李高は、第18代高麗王の毅宗（在位：1146年 - 1170年）の重文軽武に強い不満を持った。
1170年（毅宗24年）8月、毅宗が臣下を引き連れ、普賢院を訪問していたさい、李高は鄭仲夫と李義方とともに挙兵し、多くの文臣を殺害・追放した。そして毅宗とその子で王太子の孝霊太子を島流しにして、毅宗の弟の明宗を王位につけた。庚寅の乱と呼ばれるこの事件は、その後1270年まで100年続いた武臣政権のはじまりである。李高は大将軍衛尉卿に封ぜられ、鄭仲夫と李義方とともに政権を掌握した。
1171年（明宗元年）、李高は自らが国王になるための反乱を法雲寺の僧である修恵や開国寺の僧である玄素らと起こそうとするが、事前に李義方の知るところとなり、李高は李義方によって殺害された。